# Rookies & Kings
Rookies & Kings ist ein deutsch-italienisches Plattenlabel, das seinen Sitz in München und Brixen, Südtirol hat. Es wird geleitet von Frei.Wild-Sänger Philipp Burger und dessen Manager Stefan Harder.

## Geschichte
Frei.Wild standen bis 2008 bei Asphalt Records unter Vertrag, wo sie mit Gegen alles, gegen nichts ihr letztes Album ablieferten. Mit Stefan Harder (ehemals Universal Music Group) gründete Sänger Philipp Burger die Firma Rookies & Kings. Die erste Veröffentlichung war das Frei.Wild-Album Hart am Wind, mit dem die Gruppe erstmals in die deutschen Charts einsteigen konnte. 
Danach wurden weitere Künstler und Bands unter Vertrag genommen. Auf Raven Henley folgten die befreundeten Bands Unantastbar und Serum 114. Neben Deutschrockbands nahm Rookies & Kings auch die Hard-Rock-Band Spitfire sowie die Gothic-Rock-Band Mono Inc. unter Vertrag. Ab 2012 befand sich das Label im Vertrieb von SPV. Seit 2015 wird der Vertrieb von Soulfood Music Distribution GmbH übernommen.
Neben der Labelarbeit vertreibt Rookies & Kings auch das Merchandise seiner Bands. Das Label verfügt über zwei Studios, eines in Dessau und eines in Südtirol. Zudem existiert ein Ladenlokal in Brixen.

## Künstler
- Ampex
- Artefuckt
- Bad Jokers
- Frei.Wild
- Hangar X
- King Kongs Deoroller
- Local Bastards
- Mantikor
- Martino Senzao (MS)
- Schlussakkord
- Wiens No.1
- Wilde Flamme

 Ehemalige Künstler
- Alles mit Stil
- BRDIGUNG
- Eizbrand
- Ernstfall
- Grenzenlos
- Hämatom
- Männer der Berge
- Mono Inc.
- Matt Gonzo Roehr
- Raven Henley
- Rockwasser
- Serum 114
- SpitFire
- Stunde Null
- Todsünde
- Unantastbar
- Viva
- Wilde Jungs